# ChoqoK
Choqok (發音[tʃʊˈqʊk])是一個自由、開放源碼的微網誌客戶端。用於如 Twitter 和Identica 的社會網絡網站，支持系統托盤，使用系統通知來通知用戶有關更新和配置。

## 名稱
Choqok 在呼羅珊是當地傳統的麻雀名稱

## 當前功能
- 支持用戶+他的朋友時間限制
- 支持@Reply 時間限制
- 支持直接發送和接收訊息
- 同時支持多個帳戶
- 支持 Identi.ca 微網誌服務
- KWallet 整合
- 通知用戶相關的新狀態，透過 KNotification
- 支持當超過30個字元會縮短網址
- 支持設定狀態列表的外觀。

## 外部連結
- Official home page（页面存档备份，存于）
- Author's Blog（页面存档备份，存于）

1. ↑  .   [2020年2月12日].